# Fatin Rüştü Zorlu
Fatin Rüştü Zorlu ou Ahmet Fatin Zorlu, né le 20 avril 1910 à Constantinople (Empire ottoman) et mort le 16 septembre 1961 à İmralı (Turquie), est un diplomate et homme politique turc. 

## Biographie

### Jeunesse et études
La famille de Fatin Rüştü Zorlu est originaire du village de Zor près d'Artvin dans le sandjak du Lazistan du vilayet de Trébizonde. Après le lycée de Galatasaray, Zorlu étudie les sciences politiques à l'École libre des sciences politiques et à l'Institut des hautes études internationales. Il étudie ensuite le droit à l'université de Genève.

### Parcours professionnel

#### Parcours diplomatique
De retour en Turquie, Zorlu entame une carrière de diplomate au sein du ministère des Affaires étrangères en 1932. Le 30 août 1934, il épouse même la fille du ministre Tevfik Rüştü Aras lors d'une cérémonie de mariage à laquelle le président Mustafa Kemal Atatürk est présent. Zorlu assiste à la conférence de Montreux en 1936. Après 1938, il enchaîne les postes en ambassades et consulats à Berne, Paris, Moscou et Beyrouth. En 1951, il devient secrétaire général de l'Organisation de coopération économique. L'année suivante, après l'entrée de la Turquie dans l'OTAN, il est nommé représentant permanent du pays auprès du Conseil de l'Atlantique nord par le président Celâl Bayar. 

#### Parcours politique
Zorlu fait son entrée en politique en 1954, en se présentant aux élections législatives (en) comme candidat du Parti démocrate dans la circonscription de Çanakkale. Élu à la Grande Assemblée nationale de Turquie, il occupe par la suite les fonctions de Vice-Premier ministre (en) entre 1954 et 1955, de ministre d'État en 1957 et enfin de ministre des Affaires étrangères de 1957 jusqu'au coup d'État du 27 mai 1960, lors duquel un groupe d'officiers des forces armées turques renverse le gouvernement du Premier ministre Adnan Menderes. 
Pendant sont mandat, il s'est largement opposée à l'indépendance de l'Algérie par crainte de vexé la France allié de la Turquie dans l’OTAN. 

### Condamnation à mort
Comme beaucoup d'autres membres du gouvernement et du Parti démocrate, Fatin Rüştü Zorlu est arrêté et emmené sur l'île de Yassıada pour y être jugé par la « Haute Cour de justice » instituée par les nouvelles autorités du Comité d'union nationale (en). Le 15 septembre 1961, il est condamné à la peine de mort lors des procès de Yassıada (en). Sa sentence ayant été confirmée par le Comité d'union nationale, il est pendu le lendemain seulement quelques minutes avant l'ancien ministre des Finances Hasan Polatkan. 

#### Exécution
Fatin Rüştü Zorlu écoute calmement la lecture qui lui est faite de son ordre d'exécution. Avant de faire ses ablutions, il rédige une lettre d'adieu adressée à sa famille. Par la suite, il assiste calmement à la prière et corrige gentiment la récitation de l'imam ayant eu des difficultés à prononcer une phrase en arabe dans le Coran. Une fois la prière terminée, on le revêt d'une blouse blanche et on attache l'ordre d'exécution autour de son coup. Il est ensuite conduit auprès de la potence, située sous un grand arbre de la cour de la prison d'İmralı. Peu de temps avant de mourir, il déclare à l'un de ses geôliers : « Vous semblez nerveux », avant d'ajouter « Mieux vaut me laisser faire ». Alors que le bourreau Kemal Aysan s'apprête à lui passer le nœud coulant autour du cou, Zorlu se le met lui-même. Juste après, il s'exclame : « J'embrasse la main de ma mère. Que ma fille se marie et soit heureuse. ». Puis, il retire son alliance et demande qu'elle soit restituée à sa femme Emel. Enfin, il hoche la tête, jette un bref coup d'œil au ciel nocturne, prend une légère inspiration et pousse lui-même le tabouret situé sous ses pieds,. Zorlu étant particulièrement grand, ses pieds retombent sur la table qui maintenait le tabouret et que le bourreau finit par retirer. Selon le putschiste Tarık Güryay, témoin de l'exécution, ce dernier acte est le seul qui différencie sa mort d'un suicide par pendaison.
Le 17 septembre 1990, sa dépouille est transférée de l'île d'İmralı vers un mausolée du cimetière de Topkapı (tr) sur le continent.  